# 全国大学英语四、六级考试

全国大学英语考试的标志

全国大学英语四、六级考试（英語：College English Test），俗称“大学英语四六级”（CET-4和CET-6），是由中华人民共和国教育部主办、教育部考试中心组织实施的中華人民共和國统一标准化考试，目的是检测在校大学生的英语能力。CET所包含的科目为英语四级、六级，日语四级、六级，德语四级、六级，俄语四级、六级和法语四级。
中华人民共和国教育部委托“全国大学英语四、六级考试委员会”负责设计、组织、管理与实施大学英语四、六级考试（也包括俄、日、德、法语种的考试）。全国大学英语四、六级考试委员会由中国重点大学的有关教授和专家组成，设主任委员一名，副主任委员若干名。考试委员会设办公室作为常设办事机构。为了适应中国幅员广大的情况，更好地管理该项考试，在考试委员会下成立三个考试中心，分别设在北京的清华大学、上海的上海交大和湖北的武汉大学，分管全国高校的大学英语考试。

## 历史

### 起源
1978年，中华人民共和国教育部在北京召开了全国外语教育座谈会。会议纪要提出，英语在高校教学中具有重要地位。
1980年，为了科学选拔出国留学人员，教育部高教一司自主设计了“英语水平考试”（English Proficiency Test，EPT）。
1982年，教育部高教一司制订新的《大学英语教学大纲》，大纲规定，“其中第四、第六级结束时，应按本教学大纲的要求进行全国统一考试。”，这一描述成为大学英语四、六级考试概念的源头。
1985年，中华人民共和国国家教育委员会组建了“大学英语四、六级标准化考试设计组”筹备组。
1987年，大学英语四、六级考试设计组正式成立。在上海交通大学设立大学英语四、六级考试办公室，在清华大学、上海交通大学和武汉大学各设立一个考试中心。
第一次四级考试于1987年9月进行，第一次六级考试于1989年1月进行。
1994年，设计组正式更名为“全国大学英语四、六级考试委员会”。
1995年，全国大学英语四、六级考试委员会与英国文化委员会举行了为期三年的“大学英语四、六级考试效度研究”，并于1998年委托上海交通大学外国语学院杨惠中教授执笔，将研究成果出版成书。根据研究，全国大学英语四、六级考试信度、效度及内容质量均符合要求。此外，此研究也针对考试提出了数条建议，如增加口语测试等。
全国大学英语四、六级考试是否起源于特定院校尚无明确定论，中国石油大学（华东）和上海交通大学外国语学院均宣称是自己是该考试的发源地。

### 改革
四六级考试经过了四次较大的改革，分别于1999年、2005年、2013年和2016年实行。

#### 1999年改革
1999年5月，经教育部高教司批准，大学英语四、六级考试开始实施“口语考试（CET-SET）”。

#### 2005年改革
2005年改革前，考试的满分为100分，以60分为及格线，考试在2005年进行了改革，修改如下：
- 重新更改、组织了各考试章节；更加侧重听力和口语部分；
- 新加入“快速阅读”和“翻译”部分；
- 新型计分系统：分数计量呈曲线，最高分为710分，最低分为290分（全答全错）；
- 废除及格线、合格证书制，改为成绩单制度，考生高于290分可收到“成绩报告单”。
- 对各个部分进行更加细致的报道；
- 公务考试取消：考试只面对大学生。

#### 2013年改革
于2013年12月施行，主要改革点如下：
- 四级、六级考试取消“快速阅读”题。
- 四级、六级考试增加“段落匹配”题。
- 四级、六级考试的听力短文听写题目，取消最后三句长句子听写，改为词组或短语（不超过三个单词）听写。
- 四级、六级考试取消单个句子翻译，改为段落翻译。
- 六级考试仔细阅读题取消简答题。
- 六级考试仔细阅读题增加选词填空题。
- 由于取消了快速阅读，听力与写作被整合在答题卡1上，听力结束后立刻收答题卡1，听力考试结束后考生没有机会再次修改写作及听力答案。

本次改革以后，四、六级考试题型相同。

#### 2016年改革[8]
于2016年6月考试起施行。听力部分修改如下：
- 取消短对话
- 取消短文听写
- 听力篇章调整
- 新增讲座/讲话
- 口语考试开始分级实施。此前口语考试并不区分四级和六级考生。

大学英语考试是非英语专业的指定考试。是部分学校学士学位的要求之一。

### 2020年2019冠状病毒病疫情影响
受2020年2019冠状病毒病疫情影响，2020年上半年CET-SET考试被取消，2020年上半年CET笔试延期并分两次举行，考试日期分别为7月11日和9月19日。各高校可以根据复学复课实际情况及当地卫生防疫要求向省级考试机构提出考试申请组织一次或者两次考试。

## 考试形式

### 考试时间
全国大学英语考试分为大学英语四级考试（CET-4）和大学英语六级考试（CET-6）两种，每年举行两次，每年6月和12月第三周的星期六为考试日，四、六级考试分上、下午进行。考试内容包括听力、阅读和写作。

### 题型和分数
考试题型和分数如下：
| 答题卡 | 题型     | 分值 |
| ------ | -------- | ---- |
| 卡一   | 作文     | 15%  |
| 卡一   | 听力     | 35%  |
| 卡二   | 阅读理解 | 35%  |
| 卡二   | 翻译     | 15%  |

总分为710分。
考生报名笔试后可报名参加对应级别的口语考试。口语考试目前为选考内容。

### 成绩计算[11]
大学英语四、六级考试的设计参照了《大学英语课程教学要求》（以下简称教学要求）。四级参照《教学要求》中规定的“一般要求”；六级参照《教学要求》中规定的“较高要求”。自2005年6月考试起，大学英语四、六级考试的原始分数在经过加权、等值处理后，参照常模转换为均值为500、标准差为70的常模正态分布。四级考试的常模群体选自全国16所高校的约三万名非英语专业的考生；六级常模群体选自全国五所重点大学的约五千名非英语专业的考生。同时，四、六级考试不设及格线，考试合格证书改为成绩报告单，四级710分为满分。但实际上，大多数高校及招聘单位默认四级考试425分为“合格线”，原因是学生的四级考试达到425分才被允许报考六级考试，并且四级考试达到或已经超过425分的学生不允许再次报考四级考试，只能报考六级考试。但六级考试通常不限制次数，即使六级考试达到或超过425分仍然可以再次报考六级考试。
自2007年1月起，大学英语四、六级考试只接受在校学生报名，而且必须以学校为单位集体报名参加考试，不接受学生个人直接报名。正因为这种集体报名的形式，导致部分高校对于学生参加考试的次数加以限制（主要针对于四级考试），并且通常不允许大学第一学期或第一学年学生参加四级考试，除非该学生的英语成绩优异，方可获得在大学第一学期或第二学期即参加四级考试的资格。但是大多数学校对于四级考试已达到425分或更高分数的学生报考六级考试通常并不设限制。
全国大学英语考试委员会也已开始开展CET电脑化考试的研究，但目前已终止“CET网考”的试点。

## 词汇量要求
- CET-4: 4500个单词，700个词组[8]
- CET-6: 5500个单词，1200个词组[8]

## 社会影响
第一次实施四级考试时，全国考生人数为10万人，2002年四、六级考生人数已达619万（其中四级448万，六级171万）。
一些中国研究人员指出大学英语考试对社会的积极贡献，认为考试在20年历史上鼓励了高等教育阶段的英语教育与学习。与此同时，另一些研究人员则对此观点进行挑战，认为考试没有考察到教学大纲中语言交流能力的要求。在最近考试改革前，大量选择题使得考试是否有效、是否会牺牲英语实际交流能力这一问题被质疑。由于大学英语考试证书是中国大学本科毕业要求，并实施了20多年之久，应试教育已经成为了一个严重的问题。然而，改革中对考试内容、形式、计分系统的修订是对中国英语教学问题的努力改成。这也是大学英语考试委员会的期望，以使得考试能够更加恰当地反应、紧跟日新月异的经济改革和对外开放政策。
2023年，西安交大決定不再将大学英语四六级考试作为本科生毕业及学士学位授予条件。